# (100663) 1997 WN30
(100663) 1997 WN30 es un asteroide perteneciente al cinturón exterior de asteroides descubierto el 29 de noviembre de 1997 por el equipo del Lincoln Near-Earth Asteroid Research desde el Laboratorio Lincoln, Socorro, Nuevo México, Estados Unidos.

## Designación y nombre
Designado provisionalmente como 1997 WN30.

## Características orbitales
1997 WN30 está situado a una distancia media del Sol de 3,248 ua, pudiendo alejarse hasta 3,588 ua y acercarse hasta 2,909 ua. Su excentricidad es 0,104 y la inclinación orbital 5,675 grados. Emplea 2139,04 días en completar una órbita alrededor del Sol.

## Características físicas
La magnitud absoluta de 1997 WN30 es 14,5. Tiene 5,495 km de diámetro y su albedo se estima en 0,102. 